# جنس عرضي

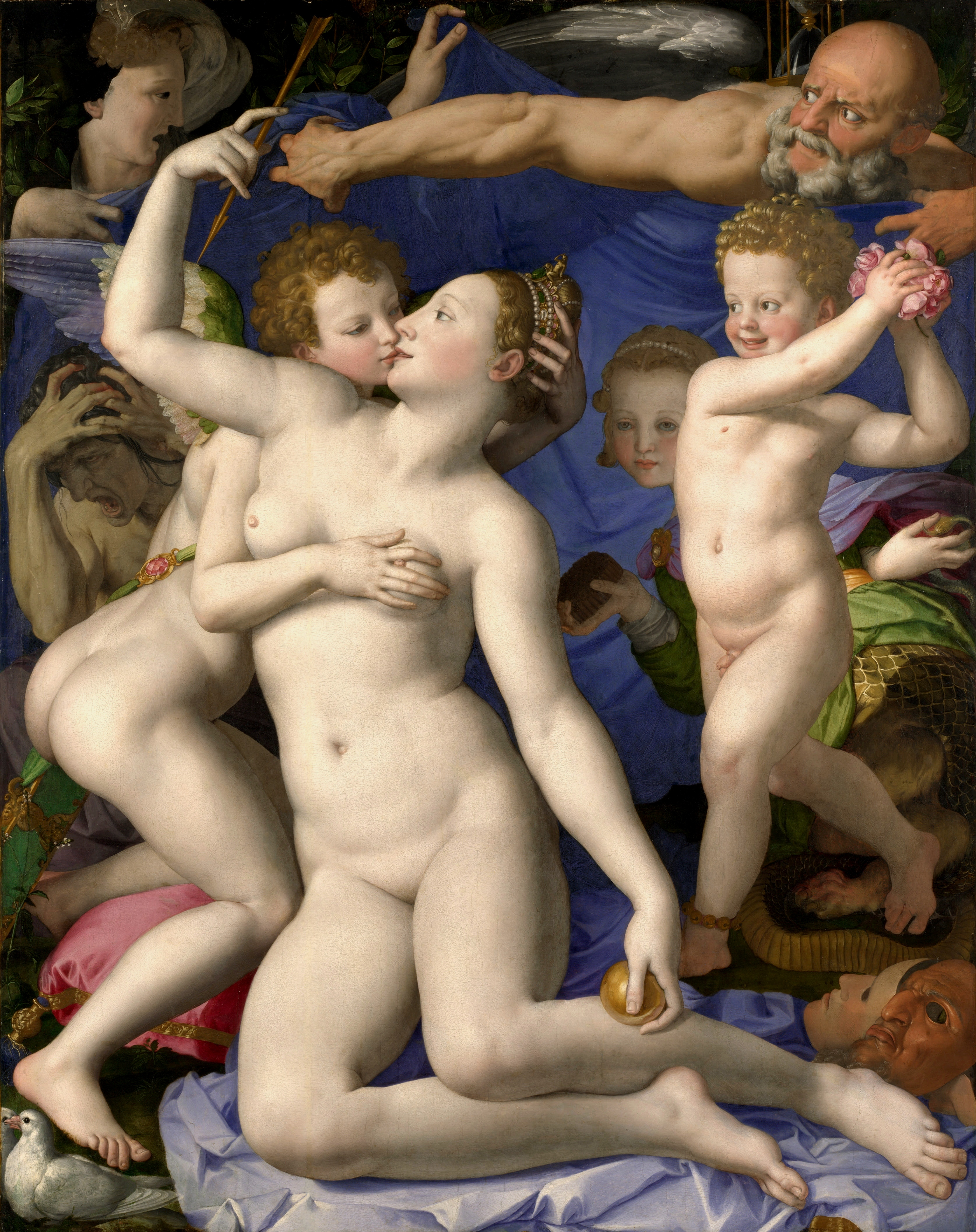

الجنس العَرَضِيّ وهو أحد أنواع الممارسة الجنسية بين شريكين دون أن يكونا على علاقة زواج أو خطوبة أو عشق أو أي من هذه الأسباب، ويكون فقط بهدف إشباع الشهوة الجنسية، وقد يكون هذا بمواعدة عرضية أو دعارة أو تبادل.
يعتبر هذا النوع من الجنس من الزنى والتي تحرمها عدة أديان، لكنها مقبولة في بعض الأوساط في الغرب، خاصة بعد تشريع عقاقير منع الحمل والإجهاض.